# Cantón de Aix-les-Bains-Sur
El cantón de Aix-les-Bains-Sur (en francés canton d'Aix-les-Bains-Sud) era una división administrativa francesa, que estaba situada en el departamento de Saboya y la región de Ródano-Alpes.

## Composición
El cantón estaba formado por seis comunas, más una fracción de la comuna que le daba su nombre:
- Aix-les-Bains (fracción)
- Drumettaz-Clarafond
- Méry
- Mouxy
- Tresserve
- Viviers-du-Lac
- Voglans

## Supresión del cantón
En aplicación del decreto nº 2014-272 del 27 de febrero de 2014, el cantón de Aix-les-Bains-Sur fue suprimido el 1 de abril de 2015 y sus 7 comunas pasaron a formar parte; cuatro del nuevo cantón de La Motte-Servolex, dos del nuevo cantón de Aix-les-Bains-2 y la fracción de la comuna que le daba su nombre se unió con las demás fracciones para que, por medio de una reestructuración cantonal, fueran creados los nuevos cantones de Aix-les-Bains-1 y Aix-les-Bains-2.